# Die große Versuchung (1952)
Die große Versuchung ist ein deutscher Spielfilm von 1952, bei dem Rolf Hansen Regie führte. Dieter Borsche und Ruth Leuwerik sind in den Hauptrollen besetzt. Die Vorlage zum Film bildet Hans Kades’ Arztroman Der Erfolgreiche.

## Handlung
Richard Gerbrand kann der Versuchung nicht widerstehen, die Stellung eines Oberarztes in einem Krankenhaus anzunehmen, die ihm durch den Landrat Rochwald verschafft wird. Gerbrand hatte dem Mann im Zweiten Weltkrieg im Feldlazarett durch eine Operation das Leben gerettet. Er verschweigt, dass ihm noch drei Semester bis zum Staatsexamen als Arzt fehlen. Da er Spätheimkehrer war, fehlte ihm nach seiner Rückkehr das Geld, um sein Studium gleich zu beenden. Nur Studentin Hilde, Verlobte seines Bruders, der im Osten kämpfte und noch nicht heimgekehrt ist, weiß, wie es um ihn steht. Er rechtfertigt sich vor ihr, dass er keine Papiere brauche, habe er doch jetzt Protektion, zum ersten Mal in seinem Leben.
In seiner neuen Stellung als Oberarzt wird Gerbrand von den Patienten geliebt und von seinen Kollegen respektiert und geachtet. Sein Chef, Medizinalrat Dr. Bosch, hat volles Vertrauen in seine Fähigkeiten als Arzt und ist froh, ihn zu haben. Als ihm bei der 16-jährigen Patientin Hannelore Lechrainer die Trendelenburg-Operation gelingt, die nur selten durchgeführt wird und großes Können erfordert, verstärkt das die Achtung vor Gerbrand weiter. Durch Gerbrands Stellung ergibt es sich, dass er auch die Bekanntschaft mit Sylva Witt, der Tochter eines finanziell einflussreichen Patienten, macht. Sie beginnt sich ernsthaft für ihn zu interessieren, auch weil er ein Mann ist, der ihr nicht bedingungslos in allem recht gibt. Da sie äußerst attraktiv ist, lässt auch sie Richard nicht kalt.
Das Blatt wendet sich, als Dr. Riebold Gerbrand eines Tages um ein Sachverständigengutachten bittet, das er für die Ärztekammer benötigt. Riebold, ein sehr idealistischer Arzt, benötigt Hilfe, da er sich gegen gewissenlose Geschäftemacher zur Wehr setzen muss. Der Kollege versteht nicht, warum Gerbrand ihm nicht helfen will. Er weiß nicht, dass Gebrand sich selbst in Schwierigkeiten bringen würde, da ihm seine letzte Prüfung in Geburtshilfe noch immer fehlt. In dieser schwierigen Zeit erfährt Richard von Hilde, dass sein Bruder, Hildes Verlobter, im Osten gefallen ist. Zum selben Zeitpunkt bietet sich ihm die Möglichkeit, in Kürze den letzten fehlenden Schein für das Staatsexamen zu erwerben.
Als Landrat Rochwald Gerbrand zu Ehren ein Fest gibt, stellt dieser sich öffentlich auf die Seite des bedrängten Arztes Riebold und bekennt, wie es wirklich um ihn steht. Die Reaktionen der Anwesenden auf sein Geständnis fallen unterschiedlich aus. In einer späteren Gerichtsverhandlung treten viele Menschen für Gerbrand ein und der Richter erlässt ein Urteil, mit dem alle gut leben können. Richard weiß inzwischen auch, wer für ihn die richtige Frau an seiner Seite ist – die Frau, die immer für ihn da war, wenn es darauf ankam – Hilde.

## Produktion und Hintergrund
Der Filmstoff basiert auf dem Roman Der Erfolgreiche – Roman eines Chirurgen von Hans Kades, der zunächst als Fortsetzungsroman in der Neuen Illustrierten veröffentlicht wurde, bevor er 1953 im Verlag Kurt Desch erschien.
Es handelt sich um einen Rotary-Film im Verleih der Deutschen London-Film. Die Filmaufnahmen fanden in den Bavaria Film Studios Geiselgasteig statt. Die Außenaufnahmen entstanden in München, Kaltenbrunn und Gmund am Tegernsee. Die Bauten schufen Franz Bi und Botho Höfer, Produzent C. W. Tetting übernahm auch die Produktionsleitung.
Der Film startete in Deutschland am 18. Dezember 1952 im Luxor in Karlsruhe. Im Fernsehen lief der Film erstmals am 9. Juni 1963 im Programm der ARD.
Die große Versuchung war Claus Biederstaedts Debütfilm. Gleich für seine erste Filmrolle wurde er als bester Nachwuchsdarsteller mit dem Filmband in Gold ausgezeichnet.
Der Film hatte insofern mit der damaligen Wirklichkeit zu tun, als er versuchte, die typische Situation von Spätheimkehrern darzustellen. Als sie zurückkamen, gab es ihren Arbeitsplatz meist nicht mehr und die meisten ihrer Kollegen galten als verschollen. Andere waren aus dem Osten geflüchtet und hatten außer ihrem Hab und Gut auch keine Arbeit mehr. Da man aber, um sich zu ernähren, Geld brauchte, tat man alles, was sich einem anbot und was man zu können glaubte. Hochstapler waren die wenigsten, Überlebenskünstler schon eher. Selbst Ärzte waren gegen solche Situationen nicht gefeit.

## Kritik
Claudius Seidl befand: „Der Vorgängerfilm von Rolf Hansen Dr. Holl war ein so gewaltiger Erfolg, dass Hansen und Borsche gleich den nächsten Arztfilm zusammen drehten nach ähnlichem Strickmuster: Die große Versuchung. Wieder inszenierte Hansen im vornehmen, leicht schwülstigen Ufa-Stil, mit gutbürgerlichen Interieurs und schönen, gutbürgerlich gesinnten Menschen. Wieder spielte Borsche einen Arzt, der zwischen zwei Frauen steht.“

„Ein Medizinstudent hat während des Zweiten Weltkriegs als Assistenzarzt gearbeitet, wird nach Kriegsende halb wider Willen von einem Mäzen in die Position eines chirurgischen Oberarztes gedrängt und füllt die Stelle gewissenhaft aus, bis er sich – durch medizinische und private Probleme aufgewühlt – freiwillig der Justiz stellt und milde Richter findet. Ein typischer deutscher Arztfilm der 50er Jahre: larmoyant, von triefendem Edelmut und fern aller Realität.“

## Auszeichnungen
- Prädikat besonders wertvoll der FBL
- Deutscher Filmpreis 1953: Filmband in Gold, Kategorie „Bester Nachwuchsdarsteller“ für Claus Biederstaedt
- Von der Evangelischen Filmgilde wurde der Film als bester Film des Monats (Januar 1953) empfohlen.
- Der Film wurde bei den XIV. Internationalen Filmfestspielen Venedig gezeigt.